# Popoluca de Sayula
El Popoluca de Sayula és la llengua mixe que parlen els sayultecs de l'Istme de Tehuantepec i particularment a l'estat de Veracruz. El sayulteca deriva de les llengües del Mèxic precolombí que ocupaven la zona olmeca.
Gairebé tota la investigació publicada sobre la llengua ha estat el treball de Lawrence E. Clark, del SIL International. S'han fet estudis més recents del popoluca de Sayula per Dennis Holt (lexicosemàntica) i Richard Rodes (morfologia i sintaxi), però pocs dels seus treballs han estat publicats.
El terme popoluca és un exònim despectiu emprat pels nàhues que vol dir "bàrbarsW o "gent que parla una llengua diferent" i l'usaven per referir-se a diversos pobles del sud de Mèxic entre ells els sayultecs, per la qual cosa en general és preferible el terme sayulteca. La llengua mixe més propera al sayulteca és l'oluteca (també anomenat popoluca d'Oluta). El sayulteca té una escriptura estandatizada pròpia. Es refereixen a la seva llengua com a yamay ajw 'parla local' o tʉcmay-ajw 'llengua de la llar'. No s'ha de confondre amb el Popoloca, llengua del grup otomang.

## Fonologia
|             |             | Bilabial | Bilabial | Alveolar | Alveolar | Palatal | Palatal | Velar | Velar | Glotal | Glotal |
| ----------- | ----------- | -------- | -------- | -------- | -------- | ------- | ------- | ----- | ----- | ------ | ------ |
| Oclusives   | Oclusives   | b, p     | b, p     | d, t     | d, t     |         |         | ɡ, k  | ɡ, k  | ʔ      | ʔ      |
| Fricatives  | Fricatives  |          |          | s        | s        | ʃ       | ʃ       |       |       | h      | h      |
| Africades   | Africades   |          |          | ts, tʃ   | ts, tʃ   |         |         |       |       |        |        |
| Nasals      | Nasals      | m        | m        | n        | n        |         |         |       |       |        |        |
| Aproximants | Aproximants | w        | w        | l, r     | l, r     | j       | j       |       |       |        |        |

## Història
- Sayula de Alemán